# Juan de la Torre y Castro
Juan de la Torre y Castro ou Juan de la Torres y Castro (1607 – dezembro de 1662) foi um prelado católico romano que serviu como bispo da Nicarágua (1661–1662).

## Biografia
Juan de la Torre y Castro nasceu em Arrancarra de Aranxo, em Espanha, e foi ordenado sacerdote na Ordem dos Frades Menores. A 19 de dezembro de 1661, foi nomeado Bispo da Nicarágua durante o papado do Papa Alexandre VII. Em 1662, foi consagrado bispo por Diego Osorio de Escobar y Llamas, bispo de Puebla. Faleceu seis dias depois de chegar à Nicarágua em dezembro de 1662.